# Klang (řeka)
Klang (malajsky Sungai Kelang) je řeka na Malajském poloostrově, dlouhá 120 km. Pramení v hornatém vnitrozemí Selangoru. V místě, kde se do Klangu vlévá řeka Gombak, se nachází hlavní město Malajsie Kuala Lumpur (na soutoku byla postavena mešita Masjid Jamek). Řeka dále protéká městy Klang a Shah Alam a ústí do Malackého průlivu v největším přístavu země Port Klang.
V údolí řeky žije okolo čtyř milionů lidí. Kvalita vody byla velmi nízká, proto byl v roce 2016 zahájen rozsáhlý projekt na vyčištění řeky.
V deštivém období dochází k přívalovým povodním. V roce 2007 byl otevřen SMART Tunnel, který odvádí z malajsijské metropole přebytečnou vodu a zároveň slouží dopravě. Na řece byly také postaveny přehrady Batu Dam a Klang Gates Dam.